# Institutul Național de Cercetare-Dezvoltare pentru Electrochimie și Materie Condensată
Institutul Național de Cercetare-Dezvoltare pentru Electrochimie și Materie Condensată (INCEMC) Timișoara a fost înființat în anul 1996 în urma reorganizării și fuzionării următoarelor unități:
- Institutul de Electrochimie din Timișoara;
- Institutul de Cercetare a Materiei Condensate din Timișoara;
- Laboratorul de Electrochimie din cadrul ICECHIM București;
- Secția de Electrochimie ICECHIM din Timișoara.

INCEMC Timișoara este coordonat de Ministerul Cercetării și Inovării din România prin Autoritatea Națională pentru Cercetare Științifică. Activitatea principală constă în cercetarea și dezvoltarea în domeniul științelor naturale și al ingineriei.
INCEMC conține următoarele departamente:
- Departament Electrochimie Aplicată;
- Departament Fizică Aplicată;
- Departament Analiză și Caracterizare;
- Laborator PATLAB București.

La finalul anului 2015 INCEMC a inaugurat Laboratorul de Energii Regenerabile-Fotovoltaic din Timișoara.
Sediul principal al INCEMC se află în Timișoara pe strada Aurel Păunescu-Podeanu, la numărul 144.

## Vezi și
Listă de companii și institute de cercetări din România